# Cracovia (żużel)
Cracovia – polski klub żużlowy z Krakowa. W latach 1958–1960 brał udział w rozgrywkach ligowych. W późniejszym czasie przestał funkcjonować.

## Historia
Po sezonie 1957 rozwiązano żużlowy zespół AMK Kraków i podzielono na dwa kluby: Cracovię i Wandę. Pierwszy sezon zakończył się dziesiątym miejscem w III lidze. Już w następnym sezonie Cracovia wygrała rozgrywki, a także doczekała się otwarcia własnego toru żużlowego w Borku Fałęckim. W roku 1960 beniaminek zajął przedostatnie miejsce w swojej grupie II ligi. Później działalność sekcji została zawieszona ze względu na bardzo wysokie koszty, przy słabych wynikach.

## Poszczególne sezony
| Sezon | Rozgrywki ligowe | Rozgrywki ligowe | Rozgrywki ligowe |
| Sezon | Liga             | Liga             | Miejsce          |
| ----- | ---------------- | ---------------- | ---------------- |
| 1958  | III              | III liga         | 10/10            |
| 1959  | III              | III liga         | 1/8              |
| 1960  | II               | II liga          | 10/11            |

| Poziom ligowy | Liczba sezonów | Sezony    |
| ------------- | -------------- | --------- |
| II            | 1              | 1960      |
| III           | 2              | 1958–1959 |